# ضريب (مهنة)

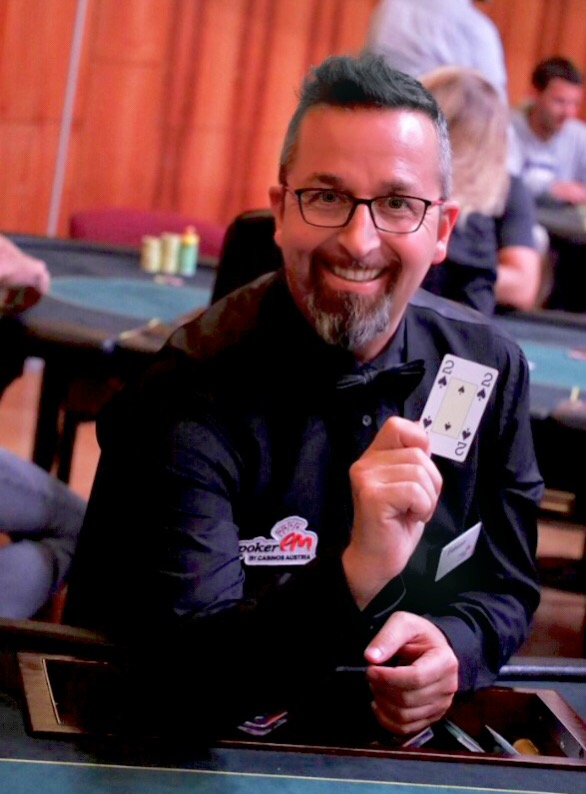
ضَرِّيب في لاس فيغاس (2011)

الضَرِّيب هو الشخص المشرف على طاولة القمار، فهو من يوزع الأوراق والرهانات والدفعات.

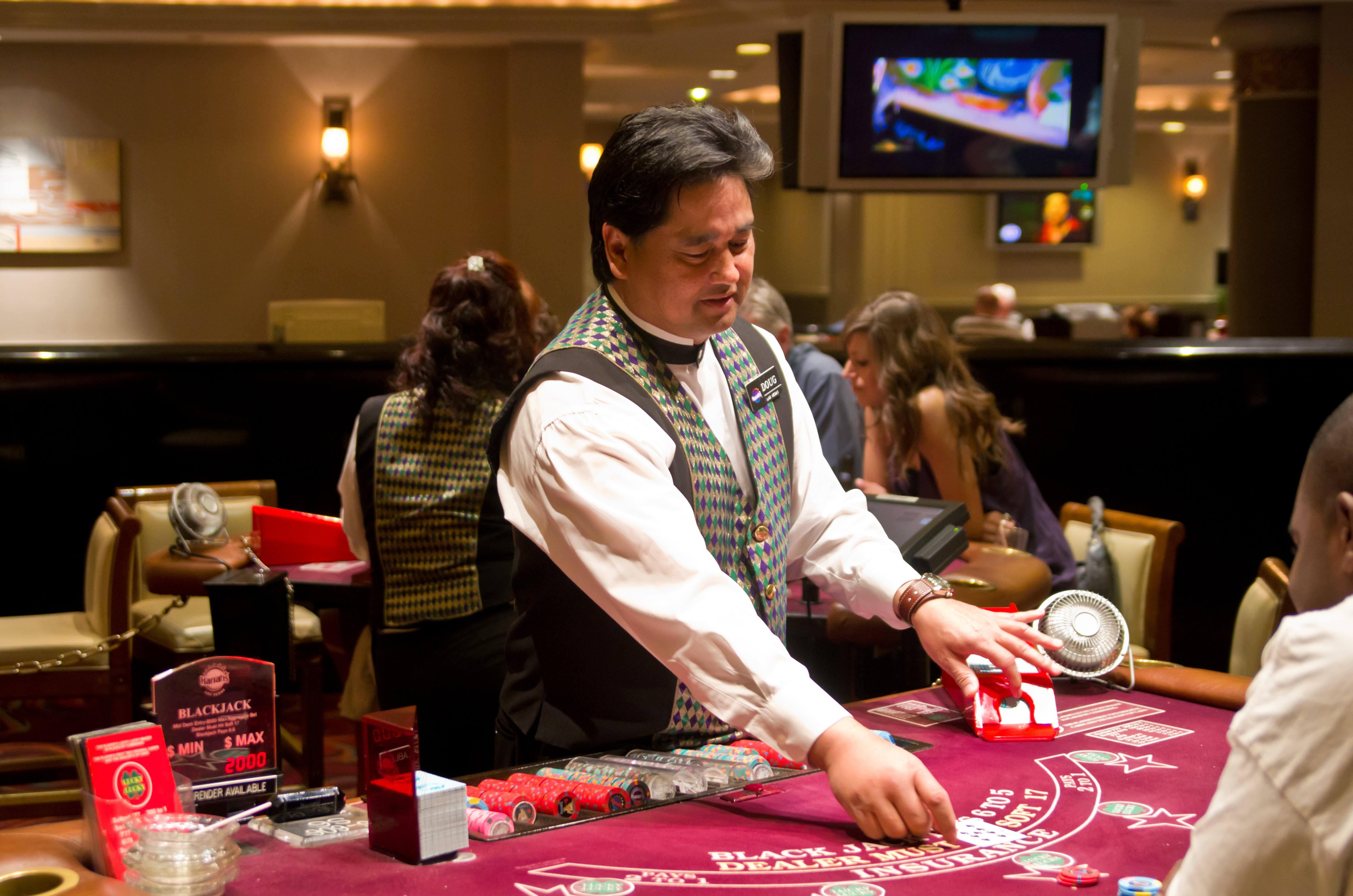
ضَرِّيب في Harrah's Las Vegas (2011)